# Hudson (Schiff, 1858)
Die Hudson war das dritte Seeschiff des Norddeutschen Lloyd (NDL). Sie lief am 12. Juni 1858 bei der Werft Palmers Shipbuilding and Iron Company in Jarrow am Tyne in Nordengland vom Stapel. Die Weser (II), ebenfalls 1858 bei dieser Werft  erbaut, war ein Schwesterschiff.

## Technische Daten
Die Hudson war ein als Bark getakeltes Segelschiff mit Dampfmaschinenantrieb und eisernem Rumpf. Mit einer Länge von 93,6 m, einer Breite von 12,2 m und 7,92 m Tiefgang hatte sie eine Vermessung von 2.270 BRT. Sie konnte insgesamt 620 Passagiere befördern, davon 100 in der I. Klasse, 120 in der II. Klasse und 400 im Zwischendeck. Sie wurde von einer bei der Werft gebauten Zwillingsdampfmaschine angetrieben, die dem Schiff eine Geschwindigkeit von 10 Knoten verlieh. Der Dampf wurde in vier mit Flammrohren ausgestatteten Kofferkesseln erzeugt.

## Geschichte
Am 11. September 1858 begann die Jungfernreise von Bremerhaven nach New York. Während der in Bremerhaven durchgeführten Ausrüstung zur zweiten Reise brach in der Nacht vom 2. auf den 3. November 1858 ein Brand aus. Er zerstörte das Schiff bis zur Wasserlinie, woraufhin es zur Bauwerft geschleppt und dort wieder aufgebaut wurde. Nach der Reparatur besaß die Hudson nur noch einen Schornstein.
Das Schiff wurde 1862 an die Guion Line der Fernie Brothers verkauft, die es in Louisiana umbenannte. Ein Jahr später übernahm die National Steam Navigation Company in Liverpool die Guion Line und beschäftigte die Louisiana ohne Umbenennung weiter: am 4. Februar 1864 ging die Louisiana auf ihre erste Fahrt von Liverpool über  Queenstown (Irland) nach New York.
1869/70 wurde das Schiff auf 120,4 m verlängert und mit Verbunddampfmaschinen von James Jack & Company ausgestattet. Nach dem Umbau war das Schiff mit 3847 BRT vermessen. Es wurde 1870 unter dem neuen Namen Holland wieder in Fahrt gesetzt. Nach einem letzten Verkauf an französische Eigner im Jahr 1893 wurde das Schiff schließlich 1894 verschrottet.